# Tim Pütz
Tim Pütz (* 19. November 1987 in Frankfurt am Main) ist ein deutscher Tennisspieler.

## Persönliches
Tim Pütz machte im Jahr 2007 sein Abitur. Im Anschluss studierte er Volkswirtschaftslehre dank eines Tennisstipendiums an der Auburn University in Auburn, Alabama. Er schloss das Studium mit einem Bachelor ab.

## Karriere
Pütz konnte sechs Einzel- und vier Doppelsiege auf der Future Tour feiern. Auf der Challenger Tour gewann er 2013 und 2014 vier Doppelturniere. Zum 24. Juni 2013 durchbrach er erstmals die Top 250 der Weltrangliste im Einzel und seine höchste Platzierung war der 163. Rang im Februar 2015.
Am 20. August 2013 musste Tim Pütz in der ersten Qualifikationsrunde der US Open gegen Julian Reister einen Golden Set hinnehmen, als er den dritten Satz nach 22 Minuten ohne einen einzigen Punktgewinn verlor. Das Spiel endete 7:6 (7:3), 4:6 und 0:6. In der Saison 2014 gelang ihm in Wimbledon erstmals die erfolgreiche Qualifikation für ein Grand-Slam-Turnier. Bei seinem Debüt bezwang er in der Auftaktrunde Teimuras Gabaschwili in vier Sätzen, schied aber in der zweiten Runde gegen Fabio Fognini aus.
Seinen ersten Titel auf der ATP World Tour gewann er 2018 in Stuttgart. Gemeinsam mit Philipp Petzschner erhielt er eine Wildcard für das Doppelfeld, wo sie sich im Finale gegen das Duo Robert Lindstedt und Marcin Matkowski in zwei Sätzen durchsetzten.
Am 8. Juni 2023 gewann Pütz mit seiner japanischen Partnerin Miyu Katō die Mixed-Konkurrenz der French Open und sicherte sich dadurch seinen ersten Grand-Slam-Titel. Am 17. November 2024 gewann Pütz mit Kevin Krawietz die ATP Finals 2024 im Doppel.
Pütz debütierte 2017 für die deutsche Davis-Cup-Mannschaft.

## Erfolge
| Legende (Anzahl der Siege) |
| Grand Slam (1)             |
| ATP Finals (1)             |
| ATP Tour Masters 1000 (1)  |
| ATP Tour 500 (5)           |
| ATP Tour 250 (4)           |
| ATP Challenger Tour (15)   |

| ATP-Titel nach Belag |
| Hartplatz (3)        |
| Sand (7)             |
| Rasen (2)            |

### Doppel

#### Turniersiege

##### ATP Tour
| Nr. | Datum             | Turnier     | Belag         | Partner            | Finalgegner                          | Ergebnis           |
| --- | ----------------- | ----------- | ------------- | ------------------ | ------------------------------------ | ------------------ |
| 1.  | 17. Juni 2018     | Stuttgart   | Rasen         | Philipp Petzschner | Robert Lindstedt Marcin Matkowski    | 7:65, 6:3          |
| 2.  | 5. Mai 2019       | München     | Sand          | Frederik Nielsen   | Marcelo Demoliner Divij Sharan       | 6:4, 6:2           |
| 3.  | 2. Mai 2021       | Estoril     | Sand          | Hugo Nys           | Luke Bambridge Dominic Inglot        | 7:5, 3:6, [10:3]   |
| 4.  | 23. Mai 2021      | Lyon        | Sand          | Hugo Nys           | Pierre-Hugues Herbert Nicolas Mahut  | 6:4, 5:7, [10:8]   |
| 5.  | 18. Juli 2021     | Hamburg (1) | Sand          | Michael Venus      | Kevin Krawietz Horia Tecău           | 6:3, 6:73, [10:8]  |
| 6.  | 7. November 2021  | Paris       | Hartplatz (i) | Michael Venus      | Pierre-Hugues Herbert Nicolas Mahut  | 6:3, 6:74, [11:9]  |
| 7.  | 26. Februar 2022  | Dubai       | Hartplatz     | Michael Venus      | Nikola Mektić Mate Pavić             | 6:3, 6:75, [16:14] |
| 8.  | 30. Juli 2023     | Hamburg (2) | Sand          | Kevin Krawietz     | Sander Gillé Joran Vliegen           | 7:64, 6:3          |
| 9.  | 21. Juli 2024     | Hamburg (3) | Sand          | Kevin Krawietz     | Fabien Reboul Édouard Roger-Vasselin | 7:68, 6:2          |
| 10. | 17. November 2024 | Turin       | Hartplatz (i) | Kevin Krawietz     | Marcelo Arévalo Mate Pavić           | 7:65, 7:66         |
| 11. | 22. Juni 2025     | Halle       | Rasen         | Kevin Krawietz     | Simone Bolelli Andrea Vavassori      | 6:3, 7:64          |

##### ATP Challenger Tour
| Nr. | Datum              | Turnier              | Belag         | Partner            | Finalgegner                           | Ergebnis          |
| --- | ------------------ | -------------------- | ------------- | ------------------ | ------------------------------------- | ----------------- |
| 1.  | 3. August 2013     | Liberec              | Sand          | Rameez Junaid      | Colin Ebelthite Lee Hsin-han          | 6:0, 6:2          |
| 2.  | 10. November 2013  | St. Ulrich in Gröden | Hartplatz (i) | Christopher Kas    | Benjamin Becker Daniele Bracciali     | 6:2, 7:5          |
| 3.  | 6. April 2014      | Saint-Brieuc         | Hartplatz (i) | Dominik Meffert    | Wiktor Baluda Philipp Marx            | 6:4, 6:3          |
| 4.  | 18. Mai 2014       | Heilbronn            | Sand          | Andre Begemann     | Jesse Huta Galung Rameez Junaid       | 6:3, 6:3          |
| 5.  | 22. Februar 2015   | Breslau              | Hartplatz (i) | Philipp Petzschner | Frank Dancevic Andriej Kapaś          | 7:64, 6:3         |
| 6.  | 24. September 2016 | Sibiu                | Sand          | Robin Haase        | Jonathan Eysseric Tristan Lamasine    | 6:4, 6:2          |
| 7.  | 10. September 2017 | Genua                | Sand          | Jan-Lennard Struff | Guido Andreozzi Ariel Behar           | 7:65, 7:68        |
| 8.  | 5. Januar 2018     | Nouméa               | Hartplatz     | Hugo Nys           | Alejandro González Jaume Munar        | 6:2, 6:2          |
| 9.  | 3. März 2018       | Yokohama             | Hartplatz     | Tobias Kamke       | Sanchai Ratiwatana Sonchat Ratiwatana | 3:6, 7:5, [12:10] |
| 10. | 24. März 2018      | Lille                | Hartplatz (i) | Hugo Nys           | Jeevan Nedunchezhiyan Purav Raja      | 7:63, 1:6, [10:7] |
| 11. | 13. Mai 2018       | Aix-en-Provence      | Sand          | Philipp Petzschner | Guido Andreozzi Kenny de Schepper     | 6:73, 6:2, [10:8] |
| 12. | 20. April 2019     | Tunis                | Sand          | Ruben Bemelmans    | Facundo Argüello Guillermo Durán      | 6:3, 6:1          |
| 13. | 9. November 2019   | Bratislava           | Hartplatz (i) | Frederik Nielsen   | Roman Jebavý Igor Zelenay             | 4:6, 7:64, [11:9] |
| 14. | 17. November 2019  | Helsinki             | Hartplatz (i) | Frederik Nielsen   | Tomislav Draganja Pawel Kotow         | 7:62, 6:0         |
| 15. | 20. Februar 2021   | Biella               | Hartplatz (i) | Hugo Nys           | Lloyd Glasspool Harri Heliövaara      | 7:64, 6:3         |

#### Finalteilnahmen
| Nr. | Datum             | Turnier       | Belag         | Partner        | Finalgegner                        | Ergebnis           |
| --- | ----------------- | ------------- | ------------- | -------------- | ---------------------------------- | ------------------ |
| 1.  | 13. Februar 2022  | Rotterdam     | Hartplatz (i) | Lloyd Harris   | Robin Haase Matwé Middelkoop       | 6:4, 6:75, [5:10]  |
| 2.  | 12. Juni 2022     | Stuttgart (1) | Rasen         | Michael Venus  | Hubert Hurkacz Mate Pavić          | 6:73, 6:75         |
| 3.  | 19. Juni 2022     | Halle (1)     | Rasen         | Michael Venus  | Marcel Granollers Horacio Zeballos | 4:6, 7:65, [12:14] |
| 4.  | 30. Juli 2022     | Kitzbühel     | Sand          | Michael Venus  | Pedro Martínez Lorenzo Sonego      | 7:5, 4:6, [8:10]   |
| 5.  | 21. August 2022   | Cincinnati    | Hartplatz     | Michael Venus  | Rajeev Ram Joe Salisbury           | 6:74, 6:75         |
| 6.  | 23. April 2023    | München (1)   | Sand          | Kevin Krawietz | Alexander Erler Lucas Miedler      | 3:6, 4:6           |
| 7.  | 18. Juni 2023     | Stuttgart (2) | Rasen         | Kevin Krawietz | Nikola Mektić Mate Pavić           | 6:72, 3:6          |
| 8.  | 7. Januar 2024    | Brisbane      | Hartplatz     | Kevin Krawietz | Lloyd Glasspool Jean-Julien Rojer  | 6:73, 7:5, [10:12] |
| 9.  | 23. Juni 2024     | Halle (2)     | Rasen         | Kevin Krawietz | Simone Bolelli Andrea Vavassori    | 6:73, 6:75         |
| 10. | 7. September 2024 | US Open       | Hartplatz     | Kevin Krawietz | Max Purcell Jordan Thompson        | 4:6, 6:74          |
| 11. | 11. Januar 2025   | Adelaide      | Hartplatz     | Kevin Krawietz | Simone Bolelli Andrea Vavassori    | 6:4, 6:74, [9:11]  |
| 12. | 20. April 2025    | München (2)   | Sand          | Kevin Krawietz | André Göransson Sem Verbeek        | 4:6, 4:6           |

### Mixed
| Nr. | Datum        | Turnier     | Belag | Partnerin | Finalgegner                    | Ergebnis         |
| --- | ------------ | ----------- | ----- | --------- | ------------------------------ | ---------------- |
| 1.  | 8. Juni 2023 | French Open | Sand  | Miyu Katō | Bianca Andreescu Michael Venus | 4:6, 6:4, [10:6] |

## Abschneiden bei Grand-Slam-Turnieren

### Einzel
| Turnier         | 2013 | 2014 | 2015 | Karriere |
| --------------- | ---- | ---- | ---- | -------- |
| Australian Open | —    | —    | 1    | 1        |
| French Open     | —    | Q2   | Q3   | —        |
| Wimbledon       | —    | 2    | Q1   | 2        |
| US Open         | Q1   | Q1   | —    | —        |

Zeichenerklärung: S = Turniersieg; F, HF, VF, AF = Einzug ins Finale / Halbfinale / Viertelfinale / Achtelfinale; 1, 2, 3 = Ausscheiden in der 1. / 2. / 3. Hauptrunde; Q1, Q2, Q3 = Ausscheiden in der 1. / 2. / 3. Qualifikationsrunde; nicht ausgetragen

### Doppel
| Turnier         | 2018 | 2019 | 2020 | 2021 | 2022 | 2023 | 2024 | 2025 | Karriere |
| --------------- | ---- | ---- | ---- | ---- | ---- | ---- | ---- | ---- | -------- |
| Australian Open | —    | 1    | 1    | —    | VF   | 1    | VF   | HF   | HF       |
| French Open     | —    | 2    | VF   | VF   | AF   | VF   | AF   | 2    | VF       |
| Wimbledon       | AF   | 2    |      | 1    | 1    | HF   | VF   | AF   | HF       |
| US Open         | 2    | 1    | —    | 1    | AF   | 1    | F    |      | F        |

### Mixed
| Turnier         | 2022 | 2023 | 2024 | 2025 | Karriere |
| --------------- | ---- | ---- | ---- | ---- | -------- |
| Australian Open | AF   | 1    | 1    | AF   | AF       |
| French Open     | —    | S    | VF   | 1    | S        |
| Wimbledon       | —    | —    | —    | —    | —        |
| US Open         | 1    | AF   | 1    |      | AF       |